# Göksu Nehri
Pour les articles homonymes, voir Göksu.
Le Göksu (aussi appelé Geuk Su, Göksu Nehri, Saleph, Calycadnus) est un fleuve de Çukurova en Turquie. Ses deux principales sources sont dans les Monts Taurus, la source la plus au nord dans les Monts Geyik et celle la plus au sud, appelée aussi rivière d'Ermenek (Ermenek Çayı) dans les Monts Haydar. Les deux cours se rejoignent au sud de la ville de Mut. La branche méridionale est coupée par le barrage de Gezende et par le très grand barrage d'Ermenek en amont.
Le fleuve coule sur 260 km de long et se jette dans la mer Méditerranée à 16 km au sud-est de Silifke. Le delta du Göksu qui comprend le Lac Akgöl et le Lagon Paradeniz est un des plus grands sites de nidification du Proche-Orient : plus de 300 espèces d'oiseaux y ont été observées. Parmi tant d'autres nichent là des flamants, des hérons, des guêpiers, des martins-pêcheurs, des goélands, des rossignols philomèles ou des passereaux. La très menacée tortue caouanne (Caretta caretta) y pond ses œufs.
Le 10 juin 1190, pendant la Troisième croisade, Frédéric Barberousse empereur du Saint-Empire romain germanique se noie en traversant la rivière, alors connue sous le nom de Saleph. Un monument lui est dédié sur la route Silifke-Mut. 